# Jawischowitz

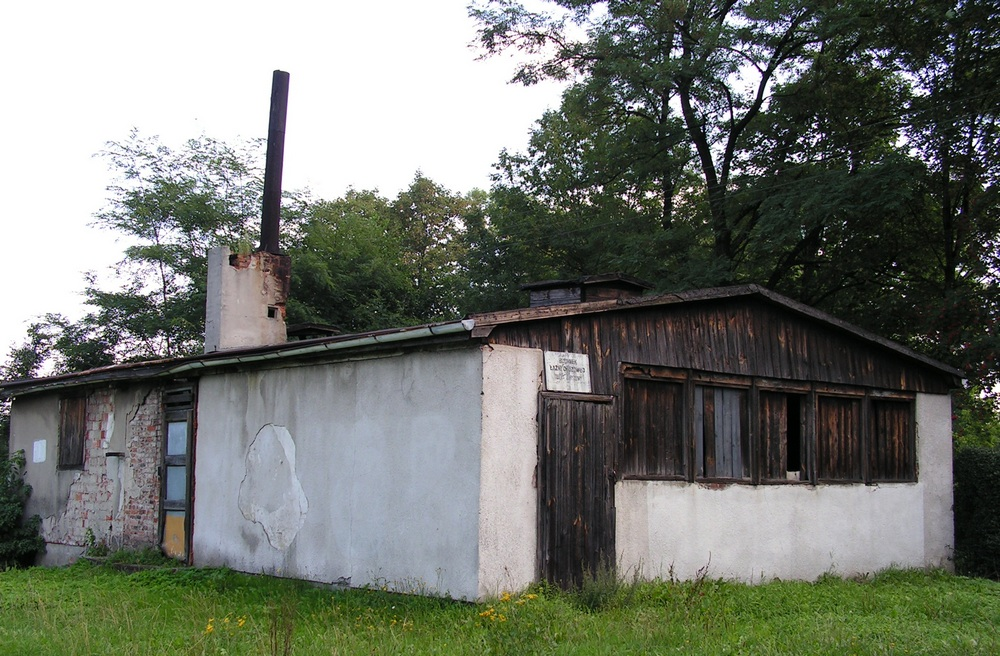
Een toiletgebouw in Jawischowitz, een subkamp van Auschwitz

Jawischowitz was een werkkamp dat fungeerde als subkamp van Auschwitz en in gebruik was van augustus 1942 tot januari 1945. In Jawischowitz, gelegen in het dorp Jawiszowice, werden de gevangenen gedwongen om in de nabijgelegen kolenmijn te werken. Het bedrijf Reichswerke Hermann Göring had de leiding over dit kamp. Op 17 januari 1945, tijdens de bevrijding van het kamp, waren er 1988 gevangenen aanwezig.